# 최연희
최연희(崔鉛熙, 1944년 12월 29일~)는 대한민국의 정치인이다. 제15·16·17·18대 국회의원을 지냈다.
1972년 2월 사법시험(제14회)에 합격하였다.
2004년 제17대 국회의원(한나라당, 동해·삼척)이 되었다. 17대 국회 전반기 법제사법위원회 위원장을 역임하였다.

## 학력
- 송정국민학교 졸업
- 북평중학교 졸업
- 서울고등학교 졸업
- 서울대학교 법학 학사
- 성균관대학교 대학원 형사법학 석사
- 성균관대학교 대학원 법학 박사

## 성추행 파문
2006년 2월 24일 박근혜 한나라당 대표와 한나라당 당직자들이 동아일보 편집진 및 기자들과 함께 한 술자리에서 (박근혜 대표가 자리를 뜬 직후) 동아일보의 여성 기자를 추행 소문이 났다. 이에 “술에 취해 음식점 주인으로 착각해 실수를 저질렀다"고 해명하였다. 이와 관련해 2006년 2월 27일 한나라당 사무총장 직을 사퇴하고 같은 날 한나라당을 탈당하였다. 다른 당은 국회의원직을 사퇴하라고 요구했으며, 소속당이었던 한나라당까지 압력을 주고 있지만, 잠시 잠적해 있다가 2006년 3월24일 의원사퇴요구를 거부하고 "법에 따르겠다"는 발표를 했다. 2006년 7월 14일 강원도 도정협의회 정기회의 참석을 시작으로 공식 행보를 재개했고, 선고 유예가 확정되어 의원직을 유지했다. 대한민국 제18대 총선에 무소속으로 출마해 당선되었다.

## 역대 선거 결과
|  | 50.26% |

|  | 58.64% |

|  | 55.60% |

|  | 46.95% |

|  | 28.04% |

## 소속 정당
| 소속 정당 | 소속 정당 | 소속 기간 | 비고           |
| --------- | --------- | --------- | -------------- |
|           | 신한국당  | 1996~1997 | 정계 입문      |
|           | 한나라당  | 1997~2006 | 합당           |
|           | 무소속    | 2006~현재 | 제명 정계 은퇴 |

## 같이 보기
- 동해시 (선거구)
- 동해시·삼척시
- 동해시의 국회의원
- 삼척시의 국회의원